# Château de Brigueuil
Du château de Brigueuil situé dans le département de la Charente sur la commune de Brigueuil, il ne reste que le portail et les restes du donjon et du clocher.

## Historique
Sur ce site défensif naturel, dont le nom vient du gaulois "briga" dérivé en "brigolies" puis en Brigueuil, la baronnie est attestée depuis le début du XIe siècle avec Aymeri IX de Rochechouart.
Louis de Rochechouart-Brigueuil combat les Anglais et Charles V, en récompense, le nomme gouverneur du Limousin et chambellan.
Brigueuil fut vendu plusieurs fois. Il fut pris par les huguenots en 1567 qui furent chassés par le comte de Lunes en 1574.
En 1718 Louis des Monstiers-Mérinville achète Brigueuil et cette famille très aimée n'est pas inquiétée durant la terreur.

## Architecture
Il ne reste que peu d'éléments car le donjon carré du XIe siècle haut de 41 mètres s'est partiellement effondré au XVIIIe siècle et a été arasé en ne gardant que le premier étage en 1825, et le clocher, aussi élevé, a été foudroyé en 1844
Ne reste que le portail renaissance à pilastres moulurés et les chapiteaux sculptés, l'ensemble est en granit rose.